# Stazione di Santa Margherita Ligure-Portofino
La stazione di Santa Margherita Ligure-Portofino è una stazione ferroviaria nel comune di Santa Margherita Ligure sulla linea Genova-Pisa.

## Storia
La stazione, con il nome di "Santa Margherita Ligure", fu attivata il 23 novembre 1868 in occasione dell'apertura della ferrovia Genova-Chiavari.
L'impianto venne rimaneggiato nel 1923, con l'attivazione del raddoppio delle tratte Camogli-Santa Margherita e Santa Margherita-Zoagli.
Il 9 ottobre 1924 la stazione fu teatro di un grave incidente ferroviario: il prestigioso collegamento Parigi-Roma, probabilmente a causa di un deviatoio difettoso, venne coinvolto in un inconveniente d'esercizio nel quale sviarono il bagagliaio e la carrozza ristorante, causando la morte di 5 persone.

## Strutture e impianti

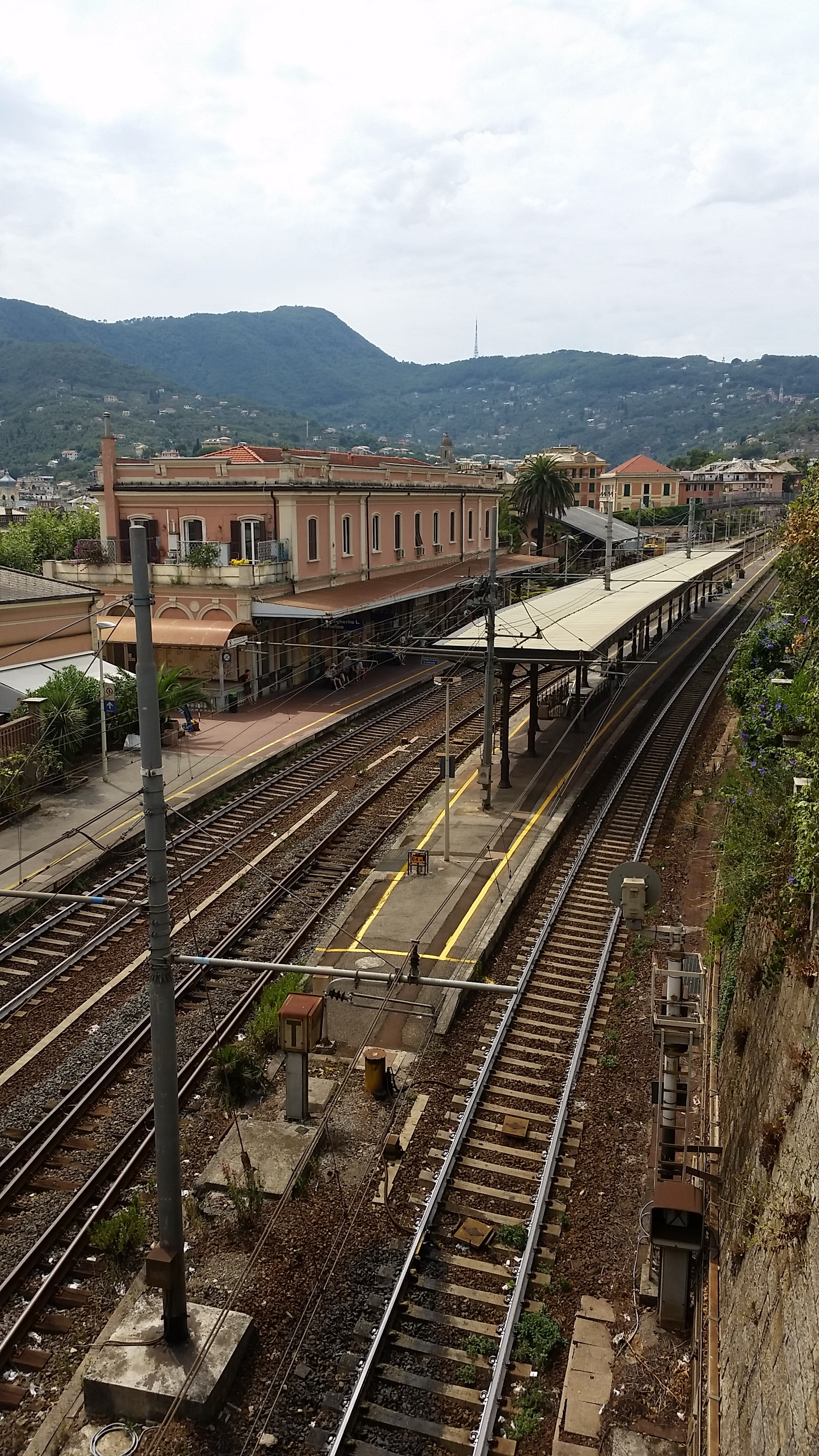
Piazzale lato Pisa dell'impianto nell'estate 2015

La stazione dispone di tre binari, tutti dotati di banchine per il servizio viaggiatori, consentendo l'effettuazione di eventuali precedenze o stazionamenti di materiale rotabile.
Il magazzino merci del relativo scalo risulta utilizzato dal comune di Santa Margherita, i due binari tronchi attigui sono regolarmente utilizzati dal gestore dell'infrastruttura per la sosta di mezzi d'opera. Il relativo piazzale ospita un parcheggio a pagamento.

## Movimento
La stazione è servita prevalentemente dalle relazioni regionali Trenitalia svolte nell'ambito del contratto di servizio con la Regione Liguria.
A Santa Margherita effettuano servizio diverse relazioni a lunga percorrenza svolte da Trenitalia nonché alcuni servizi regionali tra Milano Porta Garibaldi e Sestri Levante, svolti da Trenord.

## Servizi
La stazione dispone di:
- Biglietteria a sportello
- Biglietteria automatica
- Sala d'attesa
- Servizi igienici
- Bar

## Interscambi
- Fermata autobus